# Stratonis

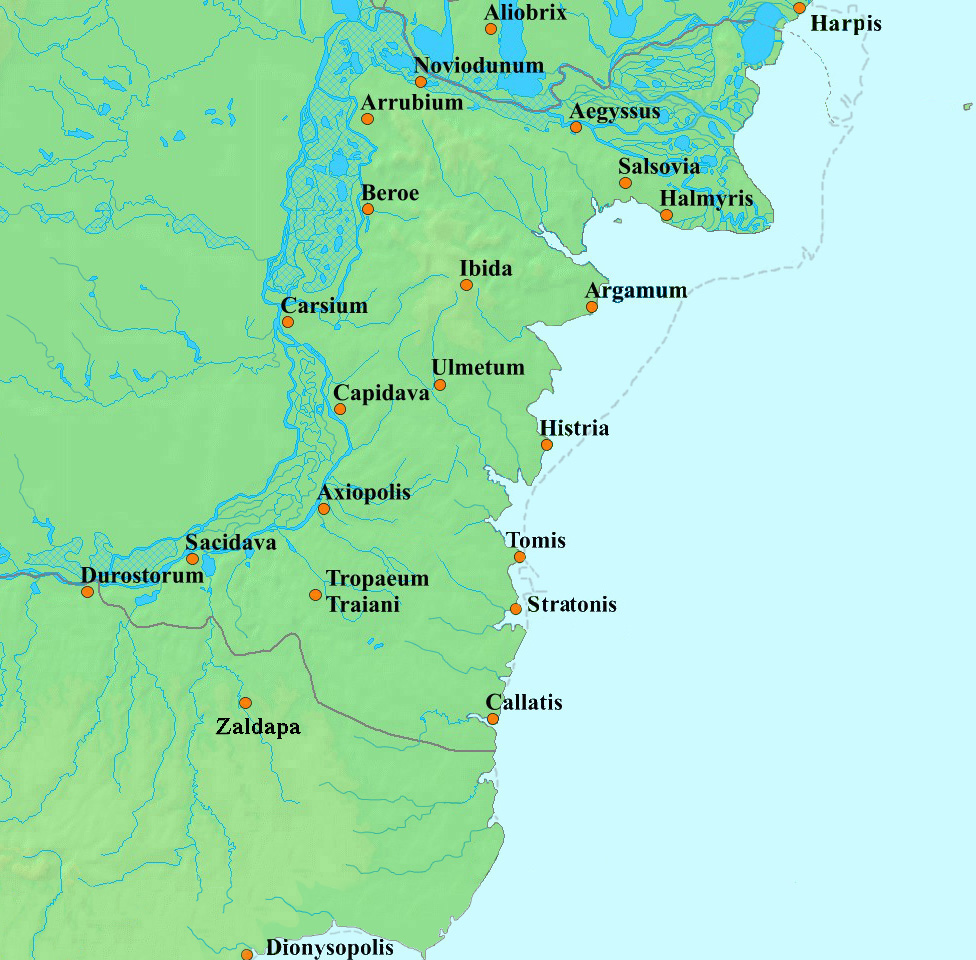
Așezările antice din Sciția Mică.

Stratonis (după numele latin) este situl arheologic încă neidentificat al unui Castrum din epoca romană din Dobrogea, în Județul Constanța, situat, după Tabula Peutingeriana, pe coastă, la 22 de mile romane de Callatis (32,3 km) și 12 mile de Tomis (17,5 km), ceea ce corespunde astăzi cu bazinul limanului Techirghiol.
În Antichitate, mai ales cea timpurie, coasta era diferită de cea de acum: multe dintre limanele Dobrogene erau încă golfuri deschise ale mării Negre (cazul actualului lac Techirghiol), în timp ce în alte locuri (unde țărmul prezintă acum faleze) linia țărmului era mai în largul mării decât în zilele nostre. Dacă poziția castrului este pe malul lacului Techirghiol, odinioară golf maritim, săpături ulterioare ar trebui să dezlege enigma, dar dacă poziția era mai la răsărit, în raza maritimă a actualei localități Eforie, atunci rămășițele Stratonisului pot fi submerse.
Istoricii Gheorghe Andronic, Adrian Rădulescu și Radu Vulpe presupun că denumirea poate proveni din cuvântul grecesc stratiot, însemnând „soldat”, ceeace înseamnă probabil că acest castru roman a fost construit pe amplasamentul unei fortificații grecești anterioare, cu atât mai mult cu cât denumirea Στρατώνι menționată de Strabo (xvi. 8) și de Pliniu (Istoria naturală, vi. 29. s. 34.) desemna și alte localități precum și o insulă din Marea Roșie și mai folosește încă pentru un orășel din Grecia actuală.